# Kimberly Geist
Kimberly „Kim“ Geist (* 29. April 1987 in Allentown) ist eine ehemalige US-amerikanische Radsportlerin.

## Sportlicher Werdegang
Kimberly Geist wuchs in Emmaus, Pennsylvania, auf, in der Nähe von Trexlertown, wo sich das Valley Preferred Cycling Center befindet. Wie viele andere Kinder aus der Umgebung begann sie schon früh, Rennen auf der dortigen Radrennbahn zu fahren.  2004 sowie 2005 errang sie bei Junioren-Bahnweltmeisterschaften jeweils die Bronzemedaille in der Einerverfolgung. 2005 belegte sie im Straßenrennen der Juniorinnen bei den Straßenweltmeisterschaften Platz fünf.
2007 war Geist während einer Trainingsfahrt auf der Straße in einen folgenschweren Unfall mit einem Sattelschlepper verwickelt: Sie brach sich sechs Rippen, mehrere Wirbel, das Kreuzbein und das Becken; ihre Lunge kollabierte teilweise. Während ihrer Genesung war sie zeitweise auf einen Rollator angewiesen.
Nachdem Kim Geist im Jahr darauf gesundet war, richtete sie ihren Fokus auf den Bahnradsport und wurde 2008 nationale Meisterin in der Einerverfolgung. Sie schloss zudem ein Studium in Ernährungswissenschaft ab und gründete ein eigenes Coaching-Unternehmen. 2011, 2014 und 2016 gewann sie drei weitere nationale Titel. Insgesamt gewann sie im Laufe ihrer sportlichen Laufbahn 23 nationale Titel.
Ab 2015 wurde Geist auch international erfolgreich: Im Punktefahren errang sie bei den UCI-Bahn-Weltmeisterschaften 2015 Bronze und bei den panamerikanischen Meisterschaften Silber. Beim Lauf des Bahnrad-Weltcups 2017 in Los Angeles gewann sie gemeinsam mit Kelly Catlin, Chloé Dygert und Jennifer Valente die Mannschaftsverfolgung. Wenige Wochen später wurde sie mit denselben Fahrerinnen in Hongkong Weltmeisterin in der Mannschaftsverfolgung; 2018 wiederholte der US-amerikanische Frauen-Vierer mit Valente, Dygert, Catlin und Geist diesen Erfolg.
Im November 2019 trat Kim Geist nach 23 Jahren vom Leistungsradsport zurück.

## Erfolge
2004

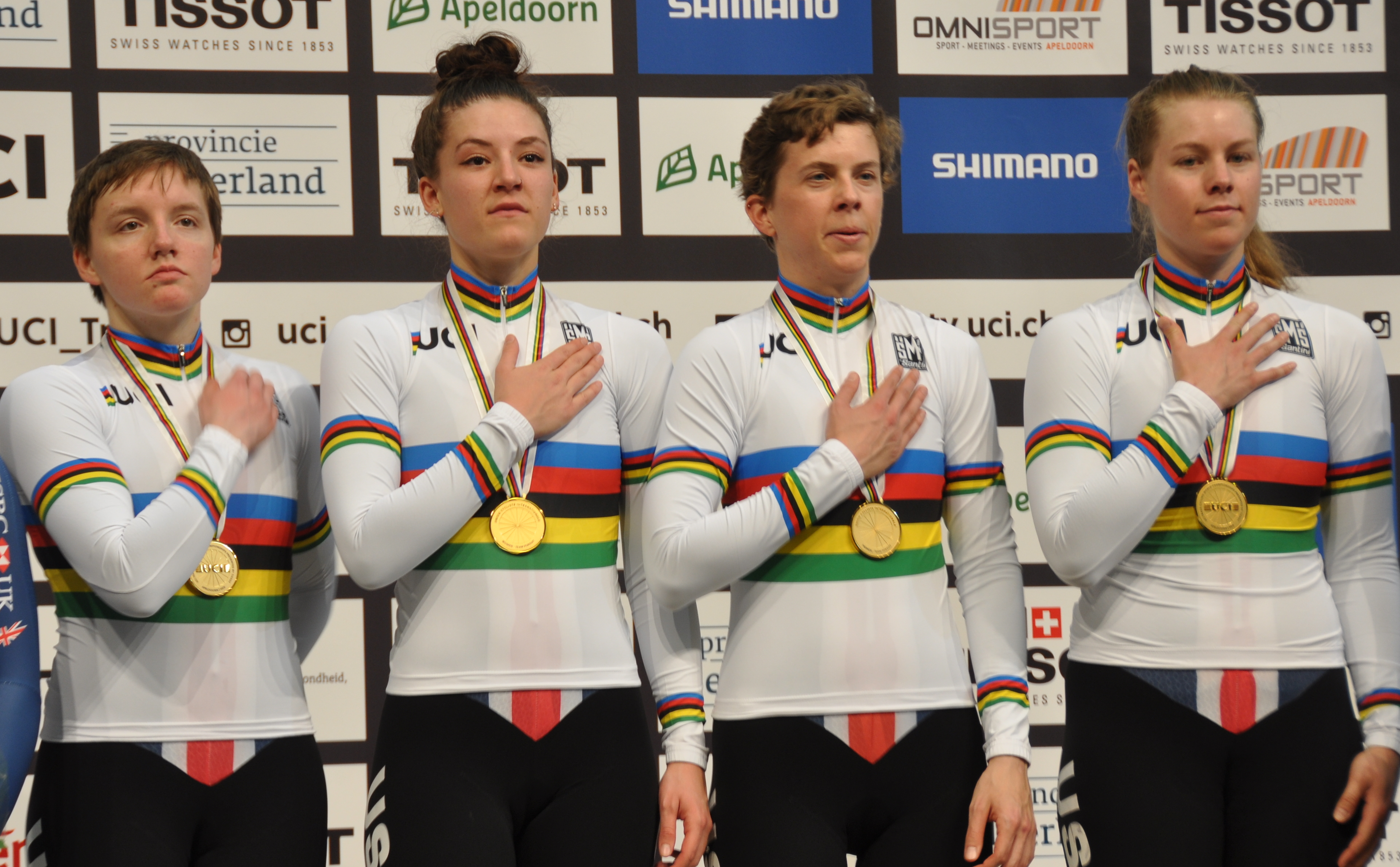
Geist (2. v. r.) mit (v. l. n. r.) Kelly Catlin, Chloé Dygert und Jennifer Valente als Weltmeisterinnen in der Mannschaftsverfolgung 2018

- Junioren-Weltmeisterschaft – Einerverfolgung

2005
- Junioren-Weltmeisterschaft – Einerverfolgung
- US-amerikanische Junioren-Meisterin – Scratch, Einerverfolgung

2008
- US-amerikanische Meisterin – Einerverfolgung

2011
- US-amerikanische Meisterin – Scratch

2014
- Panamerikameisterin – Mannschaftsverfolgung (mit Jennifer Valente, Elisabeth Newell und Amber Gaffney)
- US-amerikanische Meisterin – Einerverfolgung

2015
- Weltmeisterschaft – Punktefahren
- Panamerikameisterschaft – Punktefahren

2016
- US-amerikanische Meisterin – Zweier-Mannschaftsfahren (mit Kimberly Zubris)

2017
- Weltmeisterin – Mannschaftsverfolgung (mit Kelly Catlin, Chloé Dygert und Jennifer Valente)
- Bahnrad-Weltcup in Los Angeles – Mannschaftsverfolgung (mit Kelly Catlin, Chloé Dygert und Jennifer Valente)
- Panamerikameisterschaft – Zweier-Mannschaftsfahren (mit Kimberly Zubris)

2018
- Weltmeisterin – Mannschaftsverfolgung (mit Chloé Dygert,  Kelly Catlin und Jennifer Valente)
- Weltcup in Minsk – Mannschaftsverfolgung (mit Kelly Catlin, Chloé Dygert und Jennifer Valente)
- Panamerikameisterin – Mannschaftsverfolgung (mit Jennifer Valente, Kelly Catlin und Christina Birch)
- Panamerikameisterschaft – Zweier-Mannschaftsfahren (mit Jennifer Valente)

2019
- Panamerikaspielesiegerin – Zweier-Mannschaftsfahren (mit Christina Birch), Mannschaftsverfolgung (mit Chloé Dygert, Lily Williams und Christina Birch)